# Луси (Пинсян)
Луси́ (кит. упр. 芦溪, пиньинь Lúxī) — уезд городского округа Пинсян провинции Цзянси (КНР).

## История
Ещё в эпоху Троецарствия, когда эти места входили в состав царства У, в 267 году западная часть уезда Ичунь была выделена в отдельный уезд Пинсян (萍乡县).
На закате существования империи Цин в уезде Пинсян стали добывать каменный уголь, и он стал одним из первых китайских центров тяжёлой промышленности. После свержения монархии Пинсян стал одним из главных центров рабочего движения в Китайской Республике: 13 сентября 1922 года здесь началась стачка рабочих Аньюаньских угольных копей и Чжусянской железной дороги.
На завершающем этапе гражданской войны войска коммунистов заняли уезд Пинсян 23 июля 1949 года. В сентябре 1949 года был создан Специальный район Юаньчжоу (袁州专区), состоящий из города Пинсян и 8 уездов. 8 октября 1952 года Специальный район Юаньчжоу был присоединён к Специальному району Наньчан (南昌专区). 8 декабря 1958 года власти Специального района Наньчан переехали из города Наньчан в уезд Ичунь, и Специальный район Наньчан был переименован в Специальный район Ичунь (宜春专区).
В сентябре 1960 года уезд Пинсян был преобразован в городской уезд.
В 1970 году Пинсян был выведен из состава специального района и подчинён напрямую властям провинции Цзянси.
В 1976 году Пинсян был разделён на 4 района, одним из которых стал район Луси (芦溪区). В 1980 году власти провинции Цзянси приравняли эти районы по статусу к уездам.
Постановлением Госсовета КНР от 13 ноября 1997 года район Луси был преобразован в уезд.

## Административное деление
Уезд делится на 5 посёлков и 5 волостей.